# Phil X
Theofilos Xenidis, conhecido como Phil X (Toronto, 10 de março de 1966), é um músico greco-canadense. Ele é conhecido por ser guitarrista de estúdio e por participar de tour. Também conhecido pelos seus vídeos no YouTube como demonstrador de guitarras para uma revendedora musical, Fretted Americana.

## Carreira
Em 1982 ele formou a banda de rock/heavy metal Sidinex (apelidado pelo seu sobrenome escrito ao contrário) com o cantor Todd Farhood, baixista Kevin Gingrinch e baterista Scott Masterson. A banda lançou somente um EP em 1985, Forever Young, depois mudando seu nome para Flip City em 1987 e separando logo depois.
Uma oportunidade na carreira de X veio quando ele pediu em 1990 para fazer um tour com Randy Coven, no qual ele conheceu por meio do Aldo Nova; em 1991, Phil fez um tour pelos Estados Unidos com Aldo Nova. De 1992 a 1993 ele tocou com Triumph, gravando Edge of Excess e fazendo um tour com eles.
Em 1994, Phil colaborou com Terry Brown, Doug Varty, Rob Kennedy e outros para formar uma banda ao vivo de curta duração, The Bushdoctors, em Mississauga, Ontario. Eles gravaram um álbum, auto-intitulado na estréia, agora fora de publicação.
The Bushdoctors at Heavy Harmonies.
Phil X é um produtivo guitarrista de estúdio, tocando em álbuns de Tommy Lee, Methods of Mayhem, Avril Lavigne, Kelly Clarkson, Orianthi, Rob Zombie, Chris Daughtry, Alice Cooper, Thousand Foot Krutch entre muito outros. Ele compôs a música "Tired" e também tocou guitarra no álbum Tommyland: The Ride. Ele apareceu com Tommy Lee e Bon Jovi no programa da Ellen e The Tonight Show com Jay Leno. Phil X participou do vídeo de "making of"  para o filme Josie e as Gatinhas. Ele atuou como instrutor de música e ensinou as jovens atrizes como fingir a tocar seus instrumentos.
Em 2011 Phil X substituiu o guitarrista solo do Bon Jovi, Richie Sambora, que perdeu 13 encontros da banda antes de entrar na reabilitação, preenchendo seu espaço em partes no tour dos Estados Unidos e da Europa em 2013, antes de Sambora se afastar devido a problemas pessoais. Ele também substituiu Sambora por causa de suas faltas em meados de 2013, devido ao "We Can Tour", incluindo seu único encontro em Milão, toda a parte Britânica do tour, incluindo os encontros festival da Ilha Wight e Hyde Park BST, a parte Sul Africana, Sul Americana e Australiana.

## Equipamentos
X tem usado uma vasta variedade de guitarras durante suas gravações e trabalhos ao vivo. A sua mais notável guitarra é a ESP LTD Viper, da qual ele chama de "Sticker Guitar". Em 2012, X recebeu a guitarra signature da Yamaha, e desde então ele tem tocado em seu modelo Yamaha SG Phil X. Phil inventou o ‘Flip Stick’, uma reposição especial para a alavanca em guitarras equipadas com Floyd-Rose. Ele é fiel as cordas de guitarra Cleartone Treated e também as palhetas Everly Star.
Em dedicação as suas guitarras, X tem se apresentado e gravado em meio a uma vasta variedade de amplificadores. Seu amplificador mais notável é seu signature Evil Robot, que foi projetado para ser baseado em seu próprio Magnatone Tonemaster. Ele também usa amplificadores da Marshall e Friedman Amplifiers extensivamente, assim como os amplificadores customizados do Roppoli Amplification e Kasha Amplification. Suas demonstrações de guitarras raras e vintage têm mais de 30 milhões de visualizações no canal frettedamericana no YouTube.

## Discografia
A lista a seguir é da discografia do Phil X, à parte de seus trabalhos em estúdios

### Com Powder
- Sonic Machine (2002)
- Powder (2005)
- Nothing (2008)

### Com The Drills
- Kick Your Ass in 17 Minutes (2009)
- We Bring the Rock 'n Roll (2011)
- We Play Instruments 'n Shit (2012)

### Com Bon Jovi
• This House Is Not For Sale

## Guitarras na Turnê
Phil's guitars for the Circle Tour
Various Yamaha SG's
·        ESP Viper
·        Trussart Steelcaster (used for Have a Nice Day)
·        Trussart Steeltelemaster (used for I'll Sleep When I'm Dead)
·        Taylor 12 string acoustic (used for Wanted Dead or Alive)
·        Schecter Tommy Lee signature Baritone guitar (used for We Got it Goin' On)
Phil's guitars for the Because We Can Tour
·        Various Yamaha SG's (2 signature 1802PX models, 1 1802 and 2 1820's)
·        Yamaha prototype Pacifica
·        1958 Gibson Les Paul Re-issue
·        Gibson Les Paul Custom
·        ESP Viper
·        Fano PX-6
·        Duesenberg Fullerton
·        Lentz Stratocaster copy (used for (You Want To) Make a Memory, I'll Be There for You and any other songs that require a Strat sound)
·        Luxxtone Telecaster copy
·        Nash Esquire copy (used for Have A Nice Day and I Love This Town)
·        Paoletti Nancy Wine Telecaster copy (used for Someday I'll Be Saturday Night)
·        Taylor 12 string acoustic (used for Wanted Dead or Alive)
·        Taylor 6 string acoustic (used for Amen)
·        Schecter Tommy Lee signature baritone guitar (used for We Got it Goin' On)
Phil's guitars for the 2015 Tour
·        Various Framus XG's
·        Framus 12 string acoustic (used for Wanted Dead or Alive)
·        Framus 6 string acoustic
·        Nash Esquire copy (used for Have A Nice Day)
·        Bluesman Junior Stratocaster copy (used for You Want To Make a Memory and Who Says You Can't Go Home)
·        Duesenberg Fullerton
·        Dwight Explorer copy
·        Schecter Tommy Lee signature baritone guitar (used for We Got it Goin' On)
Phil's guitars for the This House is Not For Sale Tour
·        Framus XG in white (used for This House is Not For Sale and Because We Can)
·        Framus XG in Mint aged green (main guitar)
·        Framus XG in royal blue that he torched (used for 2 humbucker sound)
·        Framus XG in red "another 1 pickup wonder"
·        Framus XG in lime green sparkle with 3 P90's
·        Framus XG in black with Bigsby and ebony fretboard (used for We Don't Run)
·        Framus XG in orange with white racing stripe
·        Framus XG in black with Ultratron pickup
·        Framus XG in black with Railhammer pickup (tuned whole step down for Roller Coaster)
·        Framus Mayfield with light switch (used for We Weren't Born To Follow)
·        Framus Idolmaker with 3 Seymour Duncan single coil pickups (used for Tele/Strat stuff)
·        Framus 12 string acoustic (used for Wanted Dead or Alive)
·        Framus AK-74S (used for songs with 2 volume's and 2 tone's)
·        Bluesman Junior Stratocaster copy (Brought it out in case for strat sound then switched to Xotic Strat)
·        Duesenberg Fullerton (used for Blood on Blood, I'll Sleep When I'm Dead, Work for the Working Man, and Labor of Love)
·        Yamaha custom-made Pacifica (used for Have a Nice Day)
·        Paoletti Nancy Wine Telecaster copy
·        Gibson Explorer (used for Lay Your Hands on Me)
·        Schecter Tommy Lee signature baritone guitar or Gibson SG baritone guitar (used for We Got it Goin' On)
·        Gibson Les Pauls (1 with pickguard and one without it)
·        Framus Panthera II Supreme LP style (used for It's My Life)
·        Framus XV Flying V (used for The Devil's in the Temple and New Year´s Day)
·        Xotic Strat (Main Strat)
Phil's guitars for the 2nd leg of the This House is Not For Sale Tour
·        Framus XG in white (used for This House is Not For Sale and Because We Can)
·        Framus XG in Mint aged green (main guitar)
·        Framus XG in black with Bigsby and ebony fretboard (used for We Don't Run)
·        Framus XG in black with Railhammer pickup (tuned whole step down for Roller Coaster)
·        Framus Idolmaker with 3 Seymour Duncan single coil pickups (used for Tele/Strat stuff)
·        Framus Idolmaker with HSS configuration (used for In These Arms)
·        Framus 12 string acoustic (used for Wanted Dead or Alive)
·        Xotic Strat (used for New Jersey stuff)
·        Supro Jamesport (used for Have a Nice Day)
·        Gibson Explorer (used for Lay Your Hands on Me)
·        Gibson SG baritone guitar (used for We Got it Goin' On)
·        Framus Panthera II Supreme LP style (used for It's My Life and Bed of Roses)
·        Framus Panthera II Supreme LP junior style (used for Runaway and Bad Medicine)
·        Framus XV Flying V (used for New Year´s Day)